# Šľahačková princezná
Šľahačková princezná je čtvrté oficiálně vydané studiové koncepční album slovenské rockové skupiny Prúdy. V roce 1973 jej vydalo pražské vydavatelství Supraphon (1 13 1284). Později bylo album reeditované na CD v roce 1994 u slovenské firmy Pavian records (Pavian PM 0011-2311). Ke třicátému výročí bylo album v roce 2003 remasterováno a opatřeno jedním bonusem. Tato reedice vyšla u firmy Sony music/Bonton (Slovakia).
Po natočení LP Som šťastný, keď ste šťastní vstupovala skupina Prúdy asi do svého nejsehranějšího období. Pavol Hammel chtěl ve spolupráci s básníkem a textařem Kamilem Peterajem vyzkoušet poněkud náročnější útvar, než bylo „obyčejné“ písňové album. Peteraj vymyslel příběh o námluvách princezny ze Šlehačkového království, která odmítá řadu nápadníků. Zalíbí se jí potulný zpěvák, který se ale svou chudobou poněkud dotkne princezniny pýchy, takže ho vyžene ze zámku. Cestou domů najde zpěvák poraněného vrabce, kterého ošetří a vrabec ho za to promění ve Zmrzlinového prince. V tomto převleku odvede zpěvák Šlehačkovou princeznu k sobě domů. Na druhý den princezna zjistí, že se proměnila v obyčejnou dívku a Zmrlinový princ ve zpěváka. Začnou spolu žít a princezna je vyléčená z pýchy.
Vzniklo sevřené, propracované hudební dílo, které spojuje mluvené slovo, jenž velmi osobitě čte slovenský herec Jozef Króner. Ten byl ostatně pro slovenské děti symbolem vypravěče rozhlasových pohádek, obdobných českému Hajajovi, kterého namluvil herec Vlastimil Brodský. Deska je tak určená nejen pro dospělé posluchače rockových písniček, ale také pro děti. Na počátku 70. let se tento útěk do pohádkového světa stal víceméně jedinou možnou alternativou a možností pro skupinu typu Prúdy – zejména po zákazu vydání její desky Pokoj vám. Ačkoliv se z takto kompaktní a sevřené desky nevydala žádná skladba na singlu, takže žádná z písní se nestala hitem, bylo album vyhlášené Albem roku 1973 a získalo i vítězství v anketě Bílá vrána, která byla vyhlášená v týdeníku Mladý svět.
Desku nahrávala skupina od 24. října do 11. prosince 1972 v pražském studiu Dejvice. Mluvené slovo natáčel Jozef Króner v pražském studiu Lucerna. Album produkoval Hynek Žalčík. Hudební režii měli na starosti Květoslav Rohlender, Jan Spálený a Hynek Žalčík. Zvukovou režii obstarávali Petr Kocfelda a Jiří Brabec. Na albu technicky spolupracovali Tomáš Štern a Karel Hodr. Původní obal vytvořil Juraj Jakubisko – ovšem vzhledem k tehdejšímu zákazu, který měl, je pod grafickou úpravou uveden Jaroslav Faigl, který Jakubiska svým jménem kryl.

## Reedice z roku 2003
Na album byl přidaný jen jeden bonus – nově nahraná píseň Biely bocian, která dostala název Biely bocian 2003. Písnička byla nahraná v bratislavském Solid studiu dne 30. června 2003. Zvukovou režii měl Andrej Sloboda. Album připravil k vydání Peter Pišťanek a desku zvukově remasteroval Alexander Soldán.

## Seznam skladeb

### Strana A
- 1. Úvod (Pavol Hammel) 0:36
- 2. Sánkovačka (Pavol Hammel / Kamil Peteraj) 2:21
- 3. Pieseň pre malé dievčatko (Pavol Hammel / Kamil Peteraj) 4:11
- 4. Lipipi lumpipi rumpipi rup (Jozef Farkaš – Ivan Belák / Kamil Peteraj) 3:32
- 5. Zelený pa-pa-pagáj (Pavol Hammel – Ján Lauko – Ľubomír Plai / Kamil Peteraj) 2:37
- 6. Nesiem ti biely kvet (Pavol Hammel – Jozef Farkaš / Kamil Peteraj) 3:01
- 7. Nechceme šľahačku (Pavol Hammel – Jozef Farkaš – P. Baran / Kamil Peteraj) 4:11

### Strana B
- 8. Vrabec vševed (Pavol Hammel / Kamil Peteraj) 2:54
- 9. Biely bocian (Pavol Hammel / Kamil Peteraj) 3:31
- 10. Nesiem ti biely kvet II. (Pavol Hammel – Jozef Farkaš / Kamil Peteraj) 2:03
- 11. Tisíc zlatých brán (Ivan Belák / Kamil Peteraj) 4:27
- 12. Komu sa neľúbim ten nech si zatrúbi (Pavol Hammel / Kamil Peteraj) 3:32
- 13. Pieseň spod klobúka (Pavol Hammel / Kamil Peteraj) 2:10
- 14. Pieseň z cukrárne (Pavol Hammel / Kamil Peteraj) 1:10

#### Obsazení
- Pavol Hammel – zpěv, kytara
- Jozef Farkaš – kytara
- Ivan Belák – baskytara
- Ján Lauko – varhany, klavír, cemballo, zvonkohra
- Ľubomír Plai – bicí nástroje
- Peter Baran – elektrické violoncello
- Jiří Stivín – flétna (jako host)

### Bonus na reedici 2003
- 15. Biely bocian 2003 (Pavol Hammel / Kamil Peteraj) 3:32

#### Obsazení v bonusu
- Pavol Hammel – zpěv
- Robo Papp – zpěv
- Jozef Engerer – kytara
- Marc Delcore – keyboard, klavír
- Greg Delcore – baskytara
- Johann Svennson – bicí